# Immersion (Album)
Immersion ist das dritte Studioalbum der britisch-australischen Drum-and-Bass-Band Pendulum. Es erschien im deutschsprachigen Raum am 4. Juni 2010 bei der Warner Music Group.

## Entstehung und Veröffentlichung
Die Arbeiten begannen im Jahr 2008 nach der Veröffentlichung des vorherigen Studioalbums, In Silico. Bis 2010 wurden die Songs für das Album komponiert und aufgenommen. Als unterstützende Interpreten wurde Liam Howlett von The Prodigy für den Song Immunize, die schwedische Melodic-Death-Metal-Band In Flames für das Lied Self Vs Self sowie den britischen Musiker Steven Wilson für den Song The Fountain geholt. Das Album wurde im April 2010 fertiggestellt und anschließend von Brian Gardner in Los Angeles gemastert.
Das Album wurde in Deutschland am 4. Juni 2010 veröffentlicht, bereits am 2. Mai 2010 erschien Watercolour als Vorabsingle.

## Titelliste
1. Genesis – 1:09
2. Salt In The Wounds – 6:39
3. Watercolour – 5:04
4. Set Me On Fire – 5:02
5. Crush – 4:13
6. Under The Waves – 4:55
7. Immunize  (feat. Liam Howlett) – 4:36
8. The Island - Pt. I (Dawn) – 5:20
9. The Island - Pt. II (Dusk) – 4:09
10. Comprachicos – 2:48
11. The Vulture – 4:03
12. Witchcraft – 4:13
13. Self Vs Self (feat. In Flames) – 4:45
14. The Fountain (feat. Steven Wilson) – 5:00
15. Encoder – 5:23

## Rezeption
Von Musikkritikern wurde das Album gemischt aufgenommen. Metascore vergibt eine Bewertung von 63 % basierend auf zehn Kritiken und somit das Prädikat “generally favorable” (dt. „grundsätzlich positiv“).
Eine sehr positive Bewertung erhielt das Album von der britischen BBC. Kritiker Mike Diver meint, dass Immersion bisher das beste Pendulum-Album sei und beinahe an die Liveauftritte der Band herankomme.
Mit drei von fünf möglichen Sternen erhielt das Album von Allmusic eine durchschnittliche Bewertung. Kritiker Andy Kellman bezeichnet Immersion als eine Kombination der beiden Vorgängeralben, wodurch es kaum etwas Neues gebe.
Die deutsche Presse äußert sich weniger positiv zu Immersion. So vergibt Mathias Möller für Laut.de zwei von fünf Sternen. Seiner Meinung nach sei Immersion „ein ziemlicher Griff ins Klo“, da die Band zugunsten des Marktes am Kunden vorbeiziehe.
Auch Harald Jakobs von Plattentests.de bewertet das Album mit zwei von zehn Punkten negativ. Er meint, dass Pendulum alles zusammenmixe was „gerade trendy“ sei, wodurch alle Klischees bedient werden.

## Kommerzieller Erfolg

### Chartplatzierungen
In Großbritannien konnte das Album Platz eins der Album-Charts erreichen, in Australien und Neuseeland erreichte es Platz drei. Platz 20 wurde in Österreich erreicht. Weitere Platzierungen unter den Top 50 wurden in der Schweiz (Platz 43), den Niederlanden (Platz 48) sowie in Finnland (Platz 50) erreicht. In den deutschen Album-Charts schaffte es das Album auf Platz 62, in Belgien wurden die Plätze 67 (Flandern) und 98 (Wallonien) erreicht.
Die erste Single, Watercolour, erreichte Platz vier in Großbritannien sowie Platz 37 in Australien sowie Neuseeland. In Großbritannien schafften es auch die weiteren Singleauskopplungen Witchcraft (Platz 29), The Island Part 1: Dawn (Platz 41) und Crush (Platz 92) in die Single-Charts.
| ChartsChartplatzierungen     | Höchstplatzierung | Wochen |
| ---------------------------- | ----------------- | ------ |
| Australien (ARIA)            | 3 (34 Wo.)        | 34     |
| Deutschland (GfK)            | 62 (1 Wo.)        | 1      |
| Österreich (Ö3)              | 20 (11 Wo.)       | 11     |
| Schweiz (IFPI)               | 43 (1 Wo.)        | 1      |
| Vereinigtes Königreich (OCC) | 1 (35 Wo.)        | 35     |

| ChartsJahrescharts (2010)    | Platzierung |
| ---------------------------- | ----------- |
| Australien (ARIA)            | 49          |
| Vereinigtes Königreich (OCC) | 56          |

### Auszeichnungen für Musikverkäufe
| Land/Region                  | Auszeichnungen für Musikverkäufe (Land/Region, Auszeichnung, Verkäufe) | Verkäufe |
| ---------------------------- | ---------------------------------------------------------------------- | -------- |
| Australien (ARIA)            | Gold                                                                   | 35.000   |
| Neuseeland (RMNZ)            | Platin                                                                 | 15.000   |
| Vereinigtes Königreich (BPI) | Platin                                                                 | 300.000  |
| Insgesamt                    | 1× Gold · 2× Platin ·                                                  | 350.000  |